# Zodion chvalai
Zodion chvalai är en tvåvingeart som beskrevs av Camras 2004. Zodion chvalai ingår i släktet Zodion och familjen stekelflugor. Inga underarter finns listade i Catalogue of Life.